# Under ingrodda ärr
Under ingrodda ärr är en roman av Val McDermid, utgiven i Storbritannien år 1997. Engelska originalets titel är The Wire in the Blood. Molle Kanmert översatte romanen till svenska 1998. Romanen är den andra i serien om psykologen Tony Hill och kriminalinspektören Carol Jordan.

## Handling
Carol Jordan har, sedan händelserna i Sjöjungfrun sjöng sin sång, blivit rotelchef i East Yorkshire där hon utreder ett besvärligt fall med en mordbrännare. Doktor Tony Hill har under tiden satt ihop en nationell insatsstyrka som ska ägna sig åt psykologiska profiler. I samband med en övning kring några försvunna tonårsflickor framkastar en av medlemmarna i gruppen, den ambitiösa Shaz Bowman, en hypotes som utpekar en TV-kändis som seriemördare. Denna teori kommer inom kort att få omvälvande konsekvenser för den nybildade gruppen och Tony Hill tvingas konfrontera en sällsynt vämjelig motståndare som döljer sig bakom en välanpassad fasad. I samband med detta får han åter Carol Jordan som samarbetspartner.